# Сарепта (село)
Саре́пта (каз. Сарепта) — село у складі Абайського району Карагандинської області Казахстану. Адміністративний центр Дзержинського сільського округу.
Населення — 729 осіб (2021; 877 у 2009, 994 у 1999, 1385 у 1989).
Національний склад станом на 1989 рік:
- росіяни — 38 %;
- німці — 31 %.